# Коломна (исторический район, Санкт-Петербург)
Коло́мна — исторический район Санкт-Петербурга в Адмиралтейском районе, до революции — 4-я Адмиралтейская (Коломенская) часть. Делится на Большую (в границах Покровского острова) и Малую Коломны. Один из уникальных районов исторического центра Санкт-Петербурга, сохранивший большую часть рядовой застройки XIX века.

## Границы

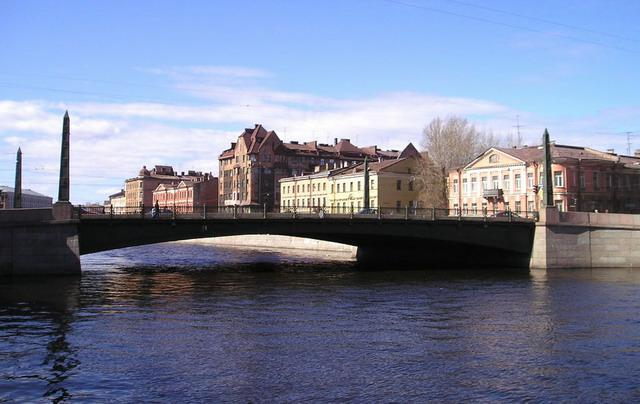
Вид на Египетский мост и набережную реки Фонтанки

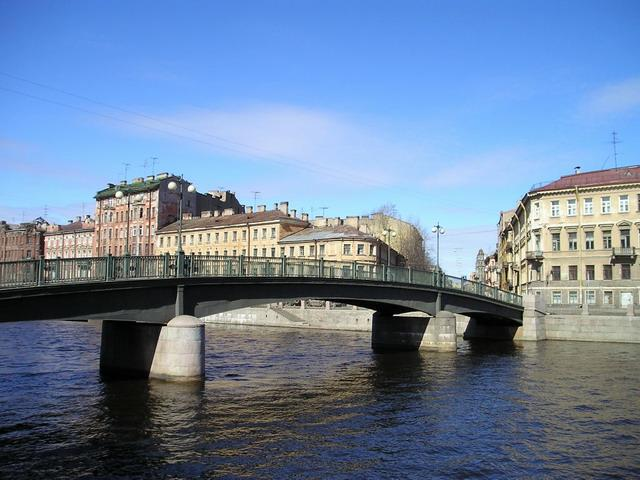
Вид на Английский пешеходный мост и набережную реки Фонтанки

Исторический район ограничен в пределах рек Фонтанка, Мойка, Пряжка, Большая Нева, а также Крюкова канала. Он состоит из трех островов — Коломенского (Малая Коломна), Покровского (Большая Коломна) и Матисова. На западе к исторической Коломне примыкают Адмиралтейские верфи. Часто путают, относя к Коломне остров Новая Голландия и даже Галерную улицу с домами богатейших и знатнейших фамилий России и членов Императорской семьи Романовых, которые на самом деле входят в исторический Адмиралтейский район.

## Этимология
Слово «коломна» в древней Руси было распространено: на старых картах такое название носит немало селений. Сейчас широко известно имя города Коломна. В середине XVIII века, когда в Петербурге появилось название «Коломна», это слово уже устарело и не употреблялось для обозначения новых поселений.
Некоторые историки Петербурга пытались объяснить происхождение этого названия неточным произношением иностранных слов, указывая, что в 1730-х годах архитектор Д. Трезини, когда проводил через болотистый лес прямые просеки, называл их «колоннами» (сейчас эти просеки — улицы Декабристов, Союза Печатников и др.). Эти «колонны» якобы и переросли в название местности — Коломна.
По ещё одной версии, это название связано со словом «колония» (в этом районе проживало немало иностранцев).
По мнению ряда лингвистов, слово «коломень» означало окраину города. В XVIII веке этот район являлся окраиной города
Более правдоподобная теория была опубликована в 1834 году в газете «Северная пчела».
Название «Коломна», писала она, принесено мастеровыми из села Коломенского, переселённым в Петербург в 30-х годах XVIII века.
Подобные случаи «путешествия» названий вообще нередки. Так, выходцы из города Коломны основали в Москве Коломенскую улицу и семнадцать Коломенских переулков, переименованных в Рабочую улицу и Рабочие переулки.
Название района топонимика города сохранила в имени Коломенского моста.

## История
Освоение района началось после закладки в 1711 году Петром I летнего дворца для своей жены Екатерины — Екатерингофа — и прокладки к нему первой дороги, впоследствии превратившейся в Екатерингофский проспект (ныне проспект Римского-Корсакова). Массовое заселение Коломны началось после двух пожаров в Морской слободе (район Большой и Малой Морских улиц) 1736 и 1737 годов, что отразилось в названиях улиц района, в который перетекли погорельцы: прядильщики (Прядильная, ныне Лабутина), лоцманы (Лоцманская), канониры (Канонерская).
Планировка района осуществлена в 1737—1740 годах П. М. Еропкиным, казненным в 1740 году. Для Коломны им также были разработаны «примерные» проекты жилых кварталов, состоящих из земельных участков с домами, садами и огородами. Основной магистралью Большой Коломны стала Садовая улица, прошедшая по старой дороге в Калинкину деревню, по пути следования которой зодчий предусмотрел три площади: Сенную, Никольскую и Покровскую. На каждой впоследствии было возведено по собору и возникли рынки.
Первоначальная застройка была деревянной, но уже в 1761 году Елизавета Петровна подписывает указ Сенату с предписанием строить между Мойкой и Фонтанкой лишь каменные строения, а чтобы дать достойный пример, ещё до этого указа поручает С. И. Чевакинскому на месте Морского полкового двора возвести пятиглавый собор с колокольней в честь св. Николая, покровителя моряков и рыбаков.
Основное население составляли поначалу адмиралтейские служители и работники, к началу XIX века — мелкие чиновники, ремесленники, провинциальные дворяне. Близость Большого, а затем Мариинского театра и Консерватории способствовала заселению района музыкантами и актёрами, а построенная в конце XIX века синагога привлекла сюда большую часть еврейского населения Петербурга.

## Промышленные предприятия
На Матисовом острове в XIX веке располагались металлообрабатывающий «Франко-Русский завод», водочный завод Бекмана и «Картографическое заведение А. Ильина» (помимо карт и атласов оно выпускало различную литературу, труды научных экспедиций, билеты, дипломы и др.). Большую часть Матисова острова составляют не Адмиралтейские верфи, а старое название ЛЗОЦМ-Ленинградский завод по обработке цветных металлов. Потом объединение" Красный выборжец", затем ПАФ-производство алюминиевой фольги. Завод просуществовал до 31 декабря 2007 года. Заводу было около 200 лет. Адмиралтейским верфям была отдана невская береговая линия для удобства производства в 60 годах прошлого века. Большую часть острова занимает психиатрическая больница. Было ещё 2 производства и баня. «Адмиралтейские верфи», в советское время производили атомные подводные лодки, в настоящий момент является центром производства неатомных подводных лодок в России, а также производящие глубоководные аппараты, дизельные ледоколы, спасательные суда и суда снабжения.
В 1872 году на Английском проспекте, д. 14 строится кондитерская фабрика «Жорж Борман». В 1899 году компания «Жорж Борман» становится поставщиком Императорского двора. После Октябрьской Революции компания закрылась. В советское время на её месте возникла «Кондитерская фабрика им. К. Самойловой», которая до сих пор производит конфеты и другие кондитерские изделия.
В том же 1872 году начинает строительство шелковой фабрики на ул. Лабутина, д. 34 А. И. Ниссен, купец 2-й гильдии. За высокое качество товаров фирма Ниссена была удостоена права изображения государственного герба. После Октябрьской революции фабрика была перестроена в жилое здание.
На Лермонтовском пр., 1/44, находится здание советского Дома бытового обслуживания (Дом быта) 1969 года постройки. Дом быта функционирует до сих пор, но в настоящий момент планируется снос здания для строительства вестибюля станции метро Театральная.

## Упоминания в литературе
О жизни этой когда-то бедной и малонаселённой части города хорошо известно из поэмы А. С. Пушкина «Домик в Коломне». Упоминание городского района в поэме «Медный всадник».
Н. В. Гоголь в одной из своих петербургских повестей — «Портрет» — дал развёрнутое художественное описание Коломны: 
Тут всё непохоже на другие части Петербурга; тут не столица и не провинция — здесь всё тишина и отставка.
Одноимённую песню о Коломне написал А. М. Городницкий.
А. А. Блок в своем стихотворении «Ночь, улица, фонарь, аптека…» вероятнее всего, имел в виду ул. Декабристов

## Известные обитатели

### Архитекторы
- В. И. Баженов (пр. Римского-Корсакова, 39)
- И. С. Китнер (наб. р. Фонтанки, 165/7)
- С. С. Кричинский (ул. Лабутина, 19)
- К. И. Росси (наб. р. Фонтанки, 185)
- К. А. Тон (наб. кан. Грибоедова, 134)
- В. А. Шрётер (наб. р. Мойки, 114/2)

### Военные и государственные деятели
- Ю. Ф. Лисянский (Садовая ул., 89)
- великие князья Романовы: Александр Михайлович и Ксения Александровна (наб. р. Мойки, 106); Алексей Александрович (наб. р. Мойки, 122)
- А. В. Суворов (наб. Крюкова кан., 23)
- В. А. Сухомлинов (Английский пр., 26/53)

### Декабристы
- В. К. Кюхельбекер (наб. кан. Грибоедова, 133/22)
- М. С. Лунин (ул. Союза Печатников, 14)
- А. И. Одоевский (ул. Союза Печатников, 5)

### Композиторы и музыканты
- А. С. Аренский (Английский пр., 58)
- Л. С. Ауэр (наб. Крюкова кан., 7, Английский пр., 26/53)
- М. И. Глинка (Канонерская ул., 2/17, ул. Союза Печатников, 8)
- М. П. Мусоргский (наб. Крюкова кан., 11/43)
- С. С. Прокофьев (Садовая ул., 90)
- А. Н. Серов (ул. Декабристов, 33)
- П. И. Чайковский (Английский пр., 21/60, ул. Декабристов, 60, Канонерская ул., 1/5)
- Н. Н. Черепнин (ул. Союза Печатников, 25а)
- С. М. Майкапар (Английский пр., 21/60)

### Литераторы
- И. Ф. Анненский (ул. Декабристов, 57/24)
- В. В. Билибин (наб. кан. Грибоедова, 138)
- А. А. Блок (ул. Декабристов, 57/24)
- Н. В. Гоголь (ул. Декабристов, 4, доходный дом Брунста)
- А. С. Грибоедов (ул. Союза Печатников, 5, доходный дом Погодина)
- С. А. Есенин (наб. р. Фонтанки, 149)
- В. А. Жуковский (наб. Крюкова кан., 11/43)
- Н. А. Клюев (наб. р. Фонтанки, 149)
- М. Ю. Лермонтов (ул. Союза Печатников, 10а/8)
- А. Н. Майков (Садовая ул., 117)
- О. Э. Мандельштам (Английский пр., 26/53)
- Р. Ч. Мандельштам (Садовая ул., 107)
- А. С. Пушкин (наб. р. Фонтанки, 185)
- М. Е. Салтыков-Щедрин (ул. Союза Печатников, 21/8)
- Н. Г. Чернышевский (ул. Декабристов, 45)

### Мастеровые
- С. К. Суханов (наб. р. Пряжки, 50)

### Революционеры
- С. Л. Перовская (пр. Римского-Корсакова, 49)

### Театральные деятели
- М. В. Дальский (Неёлов) (ул. Декабристов, 46)
- И. В. Ершов (ул. Декабристов, 57/24)
- Л. И. Иванов (наб. Крюкова кан., 17)
- П. А. Каратыгин (наб. Крюкова кан., 7/2)
- Т. П. Карсавина (наб. кан. Грибоедова, 170)
- В. Ф. Комиссаржевская (Английский пр., 27/27)
- М. Ф. Кшесинская (Английский пр., 18)
- В. Ф. Нижинский (Английский пр., 30)
- А. М. Павлова (Английский пр., 21/60)
- Г. С. Уланова (Садовая ул., 106 и 112—114, наб. кан. Грибоедова, 152, ул. Лабутина, 35)
- М. М. Фокин (наб. кан. Грибоедова, 109/8)
- А. А. Шаховской (наб. р. Фонтанки, 155)

### Учёные
- Л. П. Карсавин (наб. кан. Грибоедова, 170, Канонерская ул., 3)
- Д. С. Лихачёв (Английский пр., 20)
- А. И. Мусин-Пушкин (наб. р. Мойки, 104)[5]
- В.В. Покшишевский (наб. Крюкова канала, 19)
- М. Н. Римский-Корсаков (Английский пр., 21/60)
- В. С. Соловьёв (ул. Декабристов, 57/24)
- Е. В. Тарле (Садовая ул., 129/178)
- Ю. М. Шокальский (Английский пр., 27/27)
- М. С. Цвет (ул. Союза Печатников, 25)

### Художники
- М. В. Добужинский (Дровяной пер., 4)
- Б. М. Кустодиев (Мясная ул., 19/105)
- И. Е. Репин (пл. Репина, 3/5)
- В. А. Серов (ул. Декабристов, 33)
- К. А. Сомов (пр. Римского-Корсакова, 97)
- М.-К. Чюрлёнис (Мастерская ул., 11/65)

## Список проездов

### Набережные
- канала Грибоедова (Екатерининского)
- Крюкова канала
- Ново-Адмиралтейского канала
- реки Мойки
- реки Пряжки
- реки Фонтанки

### Переулки
- Дровяной
- Калинкин (Калинкинский)
- Климов
- Люблинский
- Макаренко (Усачёв)
- Матвеева (Тюремный)
- Матисов
- Минский
- Прядильный
- Рабочий (Княжеский)

### Площади
- Кулибина (Воскресенская)
- Репина (Калинкина, Бугорки)
- Тургенева (Покровская)

### Проспекты
- Английский
- Лермонтовский (Большая Мастерская ул., Могилёвская ул.)
- Римского-Корсакова (Екатерингофский)

### Улицы
- Александра Блока (Заводская)
- Витебская
- Володи Ермака (Упразднённый пер.)
- Декабристов (Офицерская)
- Канонерская
- Лабутина (Прядильная)
- Лоцманская
- Мастерская
- Мясная
- Пасторова (Канонерский пер.)
- Перевозная
- Писарева (Алексеевская)
- Псковская
- Садовая
- Союза Печатников (Торговая)

## Храмы

### Христианские

#### Православные
- Исидоровская церковь
- Воскресенская церковь (не сохранилась)
- Покровская церковь (не сохранилась)
- Спас-на-Водах (не сохранилась)

#### Католический
- костёл св. Станислава

#### Протестантский
- эстонская церковь святого Иоанна

### Иудейский
- Большая Хоральная Синагога

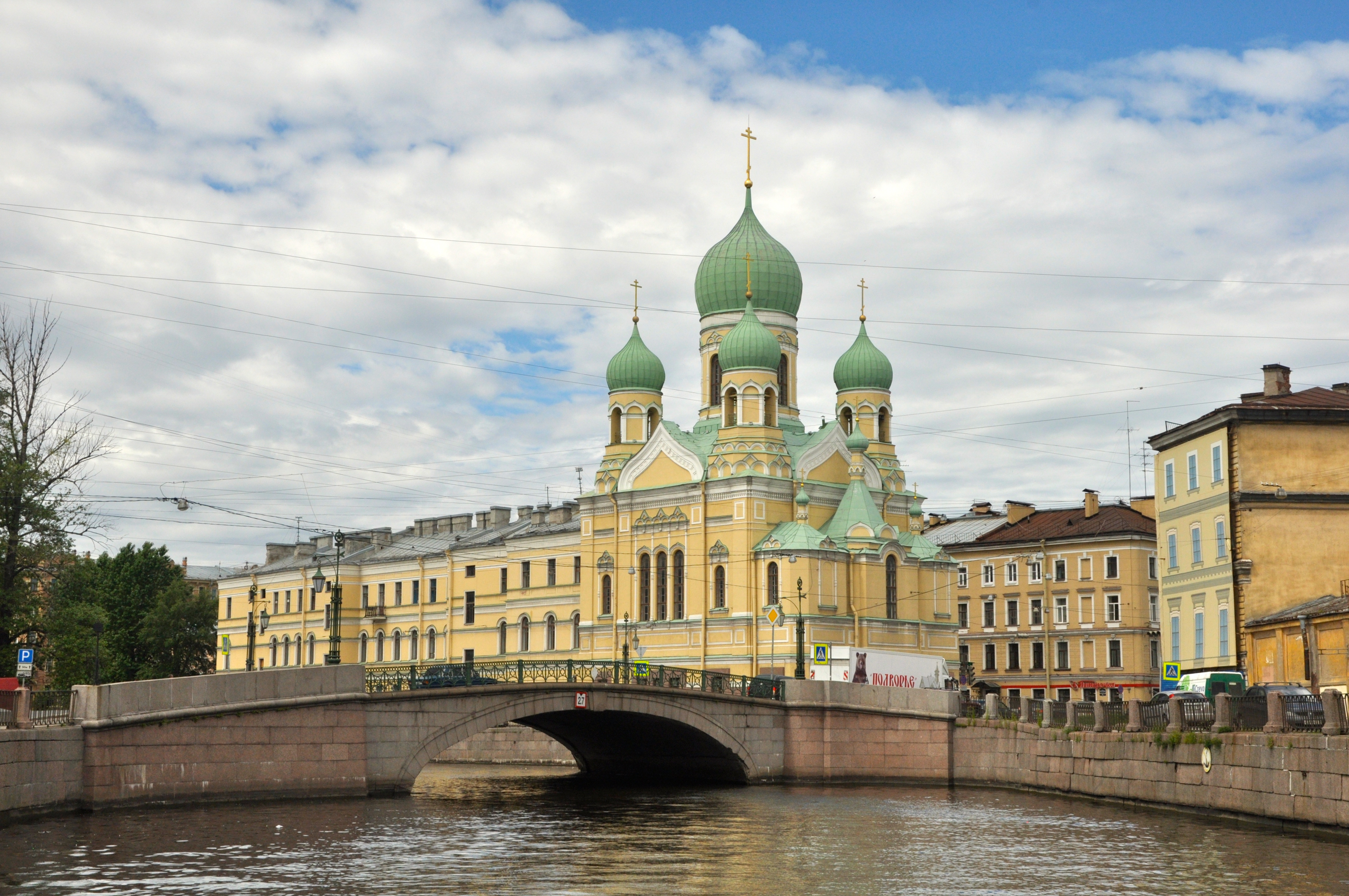
Исидоровская церковь и Могилёвский мост
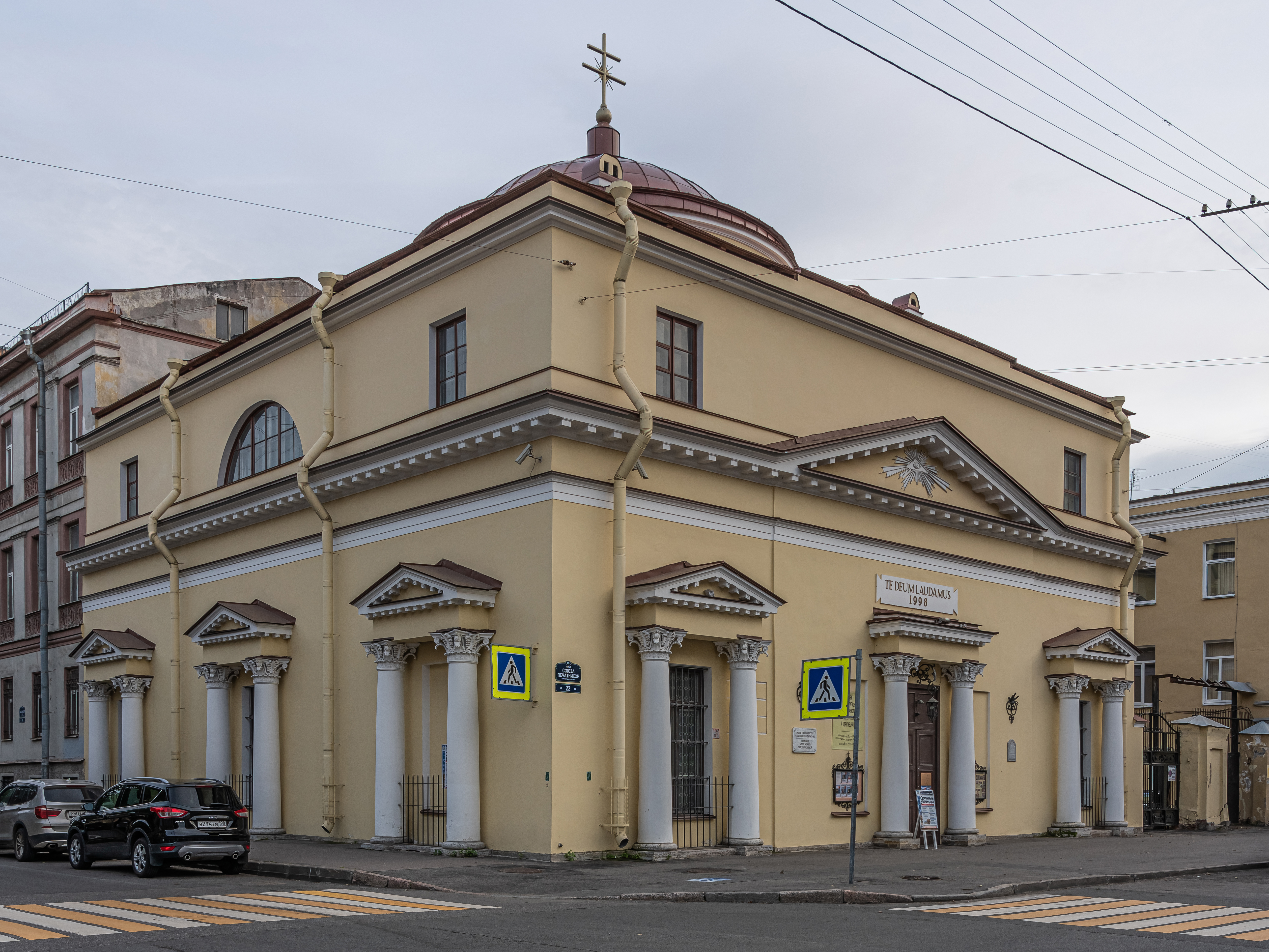
Храм Святого Станислава
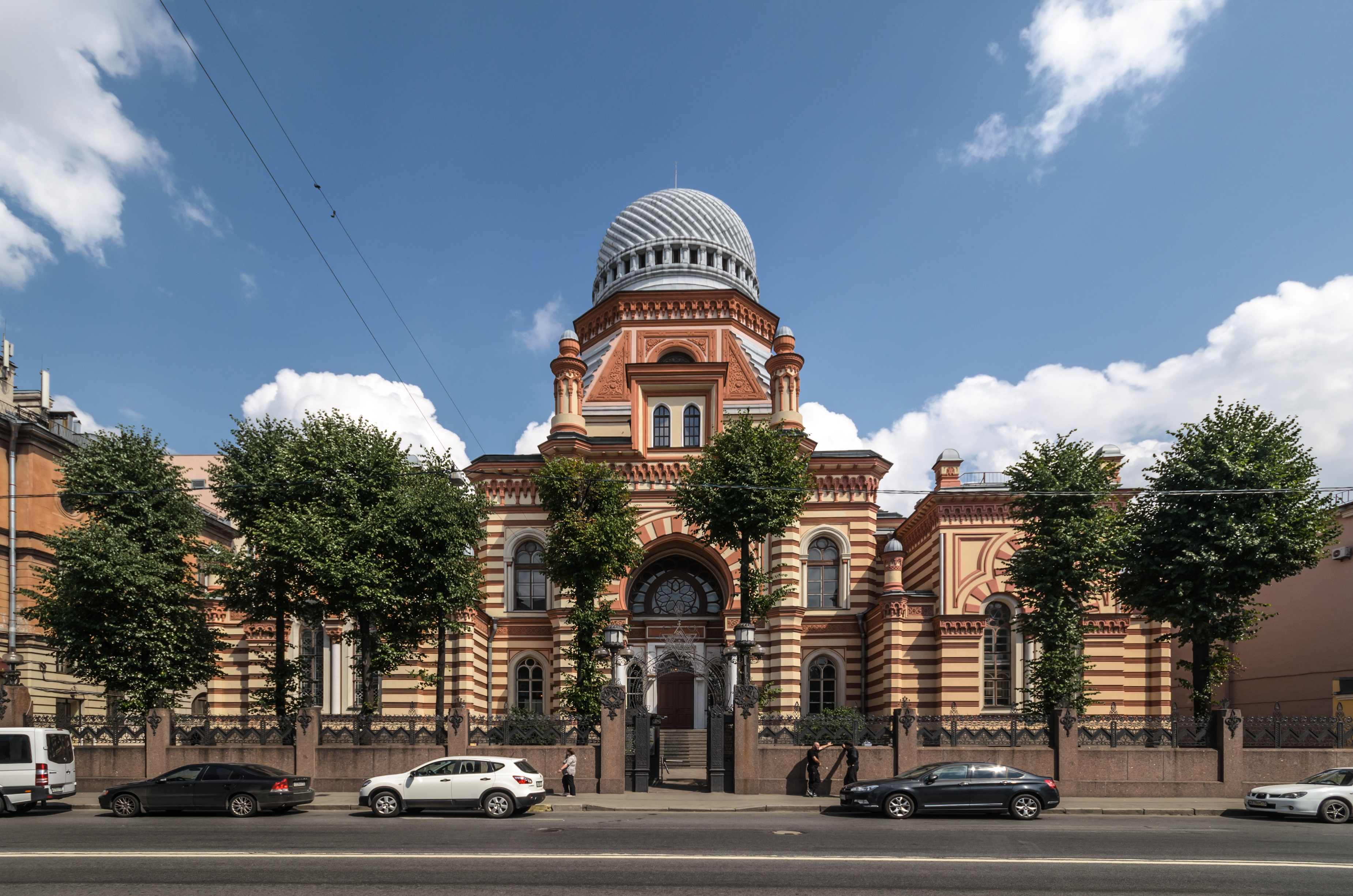
Большая Хоральная Синагога